# Кино на САЩ
Кино на Съединени американски щати (на английски: Cinema of the United States of America) или просто американско кино (American cinema), често наричано с метонимията Холивуд (Hollywood), поради концентрацията на филмопроизводителите в щата Калифорния, е национална кинематография, развиваща се на територията на държавата Съединени американски щати. Отдавна признати за едни от най-многобройните, високобюджетни и ефектни, американските филми оказват огромно влияние върху световното кино и са доминиращ фактор във филмопроизводството по цял свят.
Датира от 1896 г. Първият американски игрален филм е „Големият влаков обир“ (1903) на режисьора Едуин Ес. Портър, в който е открит принципа на паралелния монтаж.
По аналогия с „Холивуд“ е създаден и термина „Боливуд“ (Бомбай + Холивуд) за индийското кино.
Една от най-точните дефиниции на киното в САЩ е дадена от американския филмов критик Паулин Каел, когато през 1968 дава заглавие „Целувка, целувка, бум-бум“' (Kiss Kiss Bang Bang) на сбирка от своите ревюта. Тя обяснява, че думите, които идват от плакат на италиански филм, са „може би възможно най-краткото определение за привлекателността на филмите.“ Несъмнено, тези думи обобщават много американски филми.

## История

### Начало и Форт Лий
Първите фотографии, които улавят и възпроизвеждат движение на даден обект, са серията от снимки на бягащ кон, направени от британския фотограф Едуард Мейбридж. Снимачният материал е заснет в Пало Алто, Калифорния, като са използвани набор от камери на стойка, поставени в редица. Постижението на Мейбридж тласка изобретатели по целия свят да правят опити в създаването на подобни устройства, които биха уловили различни движения. В Съединените щати Томас Едисон е сред първите, които патентова такова устройство – кинескопът.
Корените на историята на киното в Щатите може да проследят в Източното крайбрежие, където в един момент Форт Лий, Ню Джърси, е столицата на киното в Америка. Кино промишлеността в Америка стартира в края на 19 век с изграждането на „Черната Мария“ на Томас Едисон, първото киностудио, разположено в Западен Ориндж, Ню Джърси. Градовете на река Хъдсън и Хъдсън Палисадес предлагат земя на цени, значително по-ниски от тези в Ню Йорк – градът, оттатък реката. Населението на тези градове се възползва от феноменалния растеж на филмовата индустрия в началото на 20 век.
Филмопроизводство започва да привлича както капитали, така и новаторска работна сила. Компания „Калем“ започна да използва Форт Лий от 1907 г. като място за заснемане на филми, което скоро привлича други режисьори. През 1909 г., предшественик на Юнивърсъл Студиос – „Чемпиън“, построява първото студио. Те бързо са последвани от други, които също построяват нови ателиета или наемат съоръжения във Форт Лий. През 10-те и 20-те години на XX век филмови компании като Independent Moving Pictures Company, Peerless Studios, The Solax Company, Eclair Studios, Goldwyn Picture Corporation, „Американс Мелиес“ (Star Films), „Световна филмова компания“, „Биограф“, „Fox Film Corporation“, Pathé Frères, Metro Pictures Corporation, Victor Film Company и Selznick Pictures Corporation правят снимки във Форт Лий. Такива киновеличия като Мери Пикфорд стартират в студио „Биограф“.
В Ню Йорк студио „Кауфман Астория“, разположено в квартала Куинс, е построено по време на немия период. То е използвано от филмови икони като Братя Маркс и Уилям Клод Филдс. Студио „Едисън“ се намира в квартал Бронкс. Места като квартала Челси, Манхатън, често служат като локации за филмовите снимки. През 20-те години |Пикчър Сити, Флорида е плануван за център на филмопроизводството, но ураганът Окичоби от 1928 г. проваля плановете на продуцентите и на града е върнато първоначалното име Хоб Саунд. Други центрове на тогавашната филмова индустрия включват Чикаго, Тексас, Калифорния и Куба.
„Войната на патентите“ се води до късните 20-те. През октомври 1907 г. Едисън получава съдебно решение, което постановява, че излизането на всеки филм нарушава неговия патент. Войната води и до разширяване на кинокомпаниите из територията на Щатите. Много работници с оборудвания не притежават права за тяхното използване. Това предполага, че снимането в Ню Йорк крие известен риск. Снимките се правят близо до главната квартира на компания Едисон и агентите от нея се заемат да спрат снимането с камери там. До 1912 г. повечето големи филмови компании са разположели производствени съоръжения в Южна Калифорния близо до или в Лос Анджелис, привлечени от благоприятното целогодишно време в региона.

### Поява на Холивуд
В началото на 1910 г. Дейвид Уорк Грифит е изпратен от компания Биограф на Западното крайбрежие с неговата актьорска трупа, състояща се от актьорите Бланш Суит, Лилиан Гиш, Мери Пикфорд, Лайънъл Баримор и други. Те започнали да правят снимки на свободно място, близо до Джордж Стрийт в центъра на Лос Анжелис. Компанията решава да открие нови територии и пътуват няколко километра до Холивуд – малко селце, което се съгласява и се радва екипът да снима филми при тях. Грифит заснема първия филм, направен на територията на Холивуд. Името на лентата е „Стара Калифорния“ – мелодрама за Калифорния, чието действие развива 19 век, когато щата принадлежи на Мексико. Грифит остава там следващите месеци, през които прави няколко филма, преди да се завърне в Ню Йорк. През 1913 г., след като чуват за успеха на Грифит в Холивуд, много създатели на филми се насочват към запад, за да избегнат наложените от Томас Едисън такси. Едисън държи патента за снимачния процес. Студио „Нестор“ от Байон, Ню Джърси, построява първата филмова компания в Холивуд през 1911 г. Студиото е собственост на Дейвид и Уилям Хорсли. По-късно то слива със студио „Юнивърсъл“, както и другата компания на Уилям Хорсли „Холивуд Филм Лебрътори“, която е най-дълго просъществувалата компания в Холивуд, позната сега като „Холивуд Диджитъл Лебрътори“. По-благоприятния климат в Калифорния довежда до евентуалното изместване на почти цялото кино към Западното крайбрежие през 30-те години на 20. век. По това време Томас Едисон притежава почти всички патенти, свързани с филмовата продукция, а кино продуцентите от Източното крайбрежие, действащи независимо от компанията за филмови патенти на Едисън, често са били съдени или заплашвани от изобретателя и неговите агенти, докато филмовите дейци, работещи на Западния бряг, са независими от контрола на Едисън.
В Лос Анджелес филмовите студия и Холивуд се разрастват. Преди Първата световна война филми са били правени в няколко американски града, но кинодейците започват да се концентрират към Южна Калифорния, след като киноиндустрията стартира производство там. Те са били привлечени от топлия климат и благоприятната слънчева светлина, което позволява да се правят снимки на открити площи и различните възможности, които предлага природата. В Холивуд се обособяват няколко отправни точки за киното (по-специално американското кино). Най-значимата от тях е противоречивата епическа драма на Грифит от 1915 г. „Раждането на една нация“, която става пионер във филмовата теория, и кинопроизводството дължи целулозната филмова лента на нея.
В началото на ХХ век, когато киното прохожда, много имигранти от еврейски произход намират работни места в американската филмова индустрия. Те оставят няколко следи в новия развлекателен бизнес: прожектирането на късометражни филми в магазинчета на улицата, наречени „Никелодеон“, заради цената на пропуска от един никел (пет цента). След няколко години амбициозни мъже като Самюел Голдуин, Уилям Фокс, Карл Лиймъл, Адолф Цукор, Луис Мейър и братята Уорнър (Хенри, Албърт, Самюел и Джак) се прехвърлят в производството на филми. Скоро те стават глава на нов вид забавление – филмовите студия. Те също създават основа за интернационална индустрия. Киното често е обвинявано в проамериканска профанация.
Други филмови производители пристигат от Европа след Първата световна война: режисьори като Ернст Любич, Алфред Хичкок, Фриц Ланг и Жан Реноар; актьорите Рудолфо Валентино, Марлене Дитрих, Роналд Колман и Шарл Боайе. Те запълват липсата от местни актьори. Западната сцена, в частност тази в Ню Йорк, е привлечена, особено след зараждането на говорещото кино, което дава тласък за развитието на една от най-печелившите индустрии на 20 век. Популярността на игралния филм нараства в средата на 40-те. Филмовите студиа произвеждат средно по 400 ленти на година, със зрители в киносалоните от 90 милиона американци всяка седмица.
Звукът започва да се използва масово в Холивуд от средата на 20-те. След „Джаз певецът“, първият филм със звук, успешно синхронизиран от системата „Витафон“ през 1927 г., холивудските студиа започват да произвеждат говорещи филми чрез Витафон саунд. До 1928 г. патентът за „Витафон“ е държан от компанията „Уорнър Брадърс“. През май 1928 г. ERPI (от Electrical Research Product Incorporated – Обединени електрични продукти за проучване), дъщерна компания на „Уорнър Електрик“, печели монопол върху разпространението на филмовия звук.
Страничен ефект от говорещото кино е редицата популярни актьори от немите филми, които неочаквано остават без работа, понеже имат лоши гласове или трудно запомнят репликите от сценария. През това време американския политик Уил Ейч. Хейс напуска политиката и през 1922 г. основава организацията на филмови студиа MPPDA (от Motion Picture Producers and Distributors of America – Продуценти и дистрибутори на пълнометражни филми в Америка). Организацията става MPAA (Motion Picture Association of America – Асоциация на пълнометражния филм в Америка) през 1945 г. след оттеглянето на Хейс.
В ранния период на говорещото кино американските студиа откриват, че звуковите филми са отхвърляни от чуждия пазар и дори на места от местния, където се говори диалект на английския. Технологиите за синхронизация били твърди примитивни за дублиране. Едно от решенията било създаване на паралелни версии на холивудските студиа, където се говори на чужд език. Около 1930 г. американските компании отварят студио в Жоанвил льо Пон, Франция, където се използват същите декори и гардероб; дори масовите сцени са снимани със същите екипи, но в различно време.
Чуждестранни безработни актьори, писатели и победители на конкурси за красота били избрани и откарани в Холивуд и включени в паралелни снимки на оригиналните англоговорещите филми. Тези паралелни версии са имали по-малък бюджет, снимките са правени през нощта и режисьорите са били от второразрядна категория. Испоноезичният екип включвал хора като Луис Бунюел, Енрике Жардиел Пончела, Ксавиер Кугат и Едгар Невил. Продукциите не търпели особен успех на планирания пазар поради следните причини:
- Ниският бюджет бил очевиден.
- Много актьори нямали предишен опит в киното.
- Оригиналните продукции също били от второразрядна категория, а топ филмите продуцентите очаквали да се продават от само себе си.
- Разнообразието от чуждестранни акценти (кастилски, мексикански и чилийски например в испанския екип) били непознати за публиката.
- Някои пазари не разполагали с киносалони, оборудвани със звукова техника.

Въпреки това някои продукции като испанската версия на Дракула от 1931 г. остават любими на публиката заедно с оригинала. До средата на 30-те процесът на дублиране се усъвършенства значително и процесът на паралелните езикови версии на филми е оставен.

### Златна ера на Холивуд (1913 – 1969)
Класическият Холивуд или Златната ера на Холивуд е дефинирана от техническите постижения и начине на предаване на повествованието от американското кино от 1913 г. до 1969 г. По време на този период холивудските студиа произвеждат хиляди филми. Класическият стил започва да се появява 1913 г. и набира сили през 1917 г., когато САЩ навлиза в Първата световна война и най-накрая се затвърдява с филма „Джаз певеца“ от 1927 г., с когото завършва Ерата на нямото кино. Филмът се представя добре в боксофиса и филмовите студиа въвеждат звук в игралните филми.
Повечето холивудски филми се предържат плътно към формулата – уестърн, слапстик, мюзикъл, анимационен филм, биография. Често един и същи екип работи върху кинотворбите на определено студио. Например Седрик Гибънс и Хърбърт Стотарт винаги са правели филми за „Ем Джи Ем“; Алфред Нюман работи за „Туенти сенчъри фокс“ в продължение на 20 години; филмите на Сесил Демил се почти винаги производство на „Парамаунт“, а режисьора Хенри Кинг създава предимно на „Фокс“.
В същото време продукциите на американските киностудиа главно се отличават по актьорите, които взимат участие в тях. За пример „Ем Джи Ем“ твърди, че подписала договор с „повече звезди, отколкото има на небето“. Всяка филмова компания има своя стил и характерин щрихи, които я правят разпознаваема и оригинална – черта, рядко съществуваща в днешното кино.
Добър пример е филма „Да имаш и да нямаш“ (1944), който е известен не само заради първото партньорство на екрана между звездната двойка актьори Хъмфри Богарт (1899 – 1957) и Лорън Бекол (1924 – 2014), но и заради участието му на двама писатели, носители на „Нобелова награда за литература“ – Ърнест Хемингуей (1899 – 1961), по чийто произведение е създадена лентата, и Уилям Фокнър, създател на адаптирания сценарий.
След излизането на екран на „Джаз певецът“ компанията „Уорънр Брадърс“ пистига огромен успех и придобива собствена верига от киносалони със закупавето на театър „Стенли“ и компанията за разпространение „Фърст нешънъл пикчърс“. „Ем Джи Ем“ притежава театрите „Лоус“ от основаването на студиото през 1924 г. Корпорацията „Фокс филм“ е собственик на театър „Фокс“. „Ер Кей Оу“ (създадена 1928 г. след сливането на театрите „Кийт-Орфеум“ и компанията „Радио корпорация на Америка“) отговаря за „Устърн електрик“ / „И Ер Пи Ай“, които държат монопола за звука във филмите и разработва свой собствен метод за озвучаване, известен като „Парлофон“, за да пускат озвучаване на екрана.
„Парамаунт“ придобива киносалоните „Балабан“ и „Катц“ през 1926 г. като отговор на успеха на Уорнър. „Ер Кей Оу“ купува няколко театъра в края на 20-те и взима мнопола на салоните за филми в Детройт, Мичиган. През 30-те почти всички първокласни прожекционни зали в големите градове в САЩ са собственост на петте големи студиа – „Ем Джи Ем“, „Парамаунт“, „Ер Кей Оу“, „Уорнър брадърс“ и „Туенти сенчъри фокс“.

#### Студийната система
Създаването на филми все още е бизнес, а филмовите компании печелят пари, като работят по системата на студиото. Големите студия издържат хиляди хора на заплата – актьори, продуценти, режисьори, писатели, каскадьори, занаятчии и техници. Те притежават или отдават под наем филмови ранчота в провинция Южна Калифорния за заснемане на локации за уестърни и други мащабни жанрови филми. Големите студия притежават стотици театри в малките и големи градове в цялата страна. През 1920-те години киносалони показват филми на своята компания и винаги са в нужда от нов филмов материал.
През 1930 г. президентът на „MPPDA“ Уил Хейс създава „Кодекса на Хейс“, известен и като „Производствения кодекс“. Кодксът е с цензорна насоченост и влиза в сила след ширещата се заплаха от забрани, наложени от правителството същата година. Новият цензор е приложен едва през 1934 г., след като католическата организация „Национален легион на благоприличието“, ужасени от някои провокативни филми и сензационни реклами от епохата, по-късно наречена „Прекод Холивуд“ (тоест епоха преди кода), заплашва с бойкот на филмите, ако Производствения кодекс не влезе в сила. Филмите, които не са получили одобрение от Админастрацията на производствения кодекс, трябвало да заплатят глоби от $25 000. Глобената лента също така не получава печалби от кината, понеже всеки театър в САЩ е контролиран чрез студиата на Голямата петорка.
През 30-те години, както и през по-голяма част от „Златната епоха“, Ем Джи Ем доминира на киноекрана и притежава едни от най-добрите холивудски звезди и е отговорен за създаването на системата създаване на звезди. Някои от звездните имена на Ем Джи Ем включват „Кралят на Холивуд“ Кларк Гейбъл, Лайънъл Баримор, Джийн Харлоу, Норма Шиърър, Грета Гарбо, Джоан Крофорд, Джанет Макдоналд, Джийн Реймънд, Спенсър Трейси, Джуди Гарланд и Джийн Кели. Но Ем Джи Ем не е едиствената филмова компания.
Друго голямо постижение на американското кино през тази ера е анимационната компания на Уолт Дисни. През 1937 г. Дисни създава най-успешния за времето си филм „Снежанка и седемте джуджета“. Това отличие е бързо надминато през 1939 г., когато „Селзник Интернешънъл“ създаде най-успешният филм за всички времена „Отнесени от вятъра“, адаптиран към инфлацията.
Редица киноисторици отбелязват много велики произведения на киното, възникнали от този период на силно регламентирано кино. Една от причините, поради които излизат толкова емблематични ленти, е голямото производство на филмов материал, и не всеки от тях трябва да бъде „хит“. Едно студио може да залага на филми със среден бюджет, добър сценарий и относително известни актьори. „Гражданинът Кейн“ на режисьора Орсън Уелс (1915 – 1985) от 1041 г. често е смятан за най-великия филм на всички времена, отговаря на тези условия. В други случаи режисьори като Хауърд Хоукс (1896 – 1977), Алфред Хичкок (1899 – 1980) и Франк Капра (1897 – 1991) се борят с политиката на студията, за да постигнат техните артестична виждания.
Апогей на студийната система може да се счита годината 1939, когато излизат класически заглавия, като: „Магьосникът от Оз“, „Онесени от вихъра“, „Делижансът“, „Г-н Смит отива във Вашингтон“, „Брулени хълмове“, „Само ангелите имат криле“, „Ниночка“ и „Полунощ“. Сред другите филми от „Златната епоха“, които се считат за класики са: „Казабланка“, „Животът е прекрасен“, „Това се случи една нощ“, оригиналния „Кинг Конг“, „Бунтът на Баунти“, „Цилиндър“, „Светлините на града“, „Червената река“, „Дамата от Шанхай“, „Прозорец към двора“, „На кея“, „Бунтовник без кауза“, „Някои го предпочитат горещо“ и „Манджурският кандидат“.

### Западане на студийната система (края на 40-те)
Студийната система и Златната епоха на Холивуд се разпадат под натиска на две нови сили, които се развиват в края на 40-те:
- Федералното антитръст действие, което разделя филмопроизведството от показването на филми по кината.
- Появата на телевизията.

През 1938 г. „Снежанка и седемте джуджета“ на Уолт Дисни по време на поредица от слаби филми, произведени от големите студиа. Продукцията на Дисни за кратко време става най-доходоносния филм до този момент. Снежанка е независими анимационне филм, в който не участват звезди на киното. Това допълнително подклажда вече назрелия проблем със системата „блок-букинг“, която продава множество филми на театрите. В системата студиата могат да продават само целогодишни график на филмите и то наведнъж, като в списъка участват и посредствени филми, които по този начин се пробутват на театрите.
Помощник главния прокурор Търман Арнолд, бележит адвокат на конкурентното право в администрацията на Рузвелт, се възползва от тази възможност и месец юлш 1938 г. започва производство срещу осемте най-големи студиа на Холивуд за груби нарушения срещу Антитръстовия закон на Шерман. Федералният иск довежда пет от осемте студиа („Големите пет“ – Уорнър Брадърс, Ем Джи Ем, Фокс, Ер Кей Оу и Парамаунт) да постигнат споразумение с Арнолд през октомври 1940 г. и да подпишат декрет за съгласие в рамките на три години. Декретът прави следните промени:
- Премахва блок-бук за късометражните филми с аргумент, познат като „един кадър“ или „пълна сила“.

- Премахва включването на не повече от пет пълнометражни филми в театрите, държани от техните производители.

- Отмяна на практиката „сляпо купуване“ (закупуване на филми от театралната зона, без предварителен преглед на лентите). Вместо това се организира търговска прожекция всяка втора седмица, в която представителите на всички 31 театрални зони на САЩ преглеждат продуктите преди да бъдат показани на екрана.

- Създаване на административен съвет във всяка театрална зона, който да следи и да налага тези изисквания.[24]

„Малките три“ студиа (Юнивърсъл Студиос, Юнайтед Артистс и Кълъмбия Пикчърс), които не държит никакви киносалони, отказват да участват в указа за споразумение. Редица независими филмови продуценти също са недоволни от поставените условия. Те създават съюз, познат като „Общност на независимите филмови продуценти“ и съдят Парамаунт за монопола, който все още упражнява студиото върху всички кинотеатри на Детройт. Студиото добива доминираща роля в света на киното след като актьори като Боб Хоуп, Полет Годар, Вероника Лейк, Бети Хътън, певеца Бинг Крозби, Алан Лад и дългогодишния им участник Гари Купър (работи за Парамаунт от 1942 г.) стават световноизвестни кинозвезди. Останалите компании от Голямата петорка не отговарят на изискванията на указа по време на Втората световна война, без значение от последиците. След войната те се присъединяват към Парамаунт като обвиняеми срещу Холивудското антитръст дело. Последвани са и от „малките три“.
Върховният съд постановява, че собствеността на големите студиа върху театрите и разпространението на филми е грубо нарушение на Антитръстовия закон на Шерман. В резултат на решението, филмовите компании започват да освобождават актьорите и техническия състав от длъжностите им. Това променя изцяло парадигмата за създаване на филми в холивудските студиа, като всяка компания може да наема изцяло различен актьорски състав и креативен акип.
Решението води до загуба на характерните черти и белези, които различават един от друг Метро Гоудуин Майър, Парамаунт Пикчърс, Юнивърсъл Студиос, Колумбиа Пикчърс, Ер Кей Оу Пикчърс и Туенти Сенчъри Фокс. Някои филмови режисьори, като Сесил Демил, запазват договора с актьорите до края на техните кариери и използва същия производствен състав във филмите си. Заради това изключение продуктите на Демил от 1932 г. до 1956 г. запазват своя характерен изглед.

### Нов Холивуд и пост-класическия период (60-те – 80-те)
Периодът след Класическия Холивуд, наречен Пост-класически период или Нов Холивуд, се характерезира с нови методи на повествование. Има спорове относно новия подход на драматизация и изграждане на перснонажи, и дотоколко той се разминава с представите на публиката и противоречи на установените закони на Холивуд: наретивът на историята е разбъркан, завършека често е „неочакван край“ и границата между антагонист и протагонист е размита. Корените на пост-класическия начин на предаване на историята може да се види във филми като „Бунтовник без кауза“ (1955) и „Психо“ (1960) на Хичкок, който има отварящ край.
Новият Холивуд дава начало на нова генерация от филмови режисьори, завършили висши училища по изкуство и повлияни от техническите похвати на снимане в европейското кино от 60-те, в частвост Новата френска вълна. Лентата от 1967 г. „Бони и Клайд“ бележи началото на обновеното американско кино, в което нови имена от киноиндустрията създават комерсиално успешни филмови продукти. Сред новото поколение създателите на филми са Франсис Форд Копола, Стивън Спилбърг, Джордж Лукас, Браян Де Палма, Стенли Кубрик, Мартин Скорсезе, Роман Полански, Уилям Фридкин и др., които търпят влияние от по-старите си колеги и правят препратки към жанровото кино, но допълват с нови похвати, начини на снимане и оригинално предаване на киноисторията.
През 1969 г. известният попарт художник Анди Уорхол пуска своята лента „Син филм“, който е феномен в еротичното кино и киното за възрастни до този момент. Продуктът предизвиква публични дебати. Популярни личности като Боб Хоуп и Джони Карсън правят препратки към филма на Уорхол. Лентата също така е взета на сериозно от критиката – Роджър Ебърт я споменава и прави нейно ревю. По-късно новата вълна порно филми, подета от „Син филм“, ще бъда наречена „Златна епоха на порното“ – този термин се преписва на журналиста от Ню Йорк Таймс Ралф Блументал, който също така измисля и другия термин „porn chic“ (буквален превод: порно мацка). По думите на писателя Тони Бентли, филма на Ридли Мецгер от 1976 г. „Началото на тайнствения Бетовен“, който е базиран на пиесата „Пигмалион“ на Джордж Бърнард Шоу (и като разновидност на „Моята прекрасна лейди“), и заради мейнстрийм успеха, добрата история и декори, е обявен за „короната“ в Златната епоха на порното.
На екрана се представя все по-широко проблема с расизма спрямо чернокожото население. Част от заглавиеята с ярко антирасистко послание са „Среднощна жега“ (1967) на Норман Джуисън, „Учащото дърво“ (1969) на Гордан Паркс, „Освобождението на Л.В. Джоунс“ (1970) на Уайлър и много други. Най-известне пример, засегнал болезнената тема за сегрегацията, е „Познай кой ще дойде на вечеря“ (1967) на режисьора Стенли Крамър. В лентата участват Спенсър Трейси, Катрин Хепбърн и чернокожия актьор Сидни Поатие и главна тема в сюжета е любовните взаимотношения между бяла жена и цветнокож мъж.
През 70-те години филмите на режисьорите от Новия Холивуд са приети възторжено от критиката и постигат значителен комерсиален успех. Докато късните ленти на Новия Холивуд като „Бони и Клайд“ и „Волният ездач“ са ниско бюджетни и проследяват аморалните действия на персонажите, което включва сцени със сексуално съдържание и насилие. Успехът на филмовите продукти „Заклинателят“ на Уилям Фридкин, „Челюсти“ на Спилбърг, „Кръстникът“ и „Апокалипсис сега“ на Копола, „Шофьор на такси“ на Скорсезе, „2001: Космическа одисея“ на Кубрик, „Китайски квартал“ на Полански и, разбира се, „Междузвездни войни“ и „Американски графити“ на Лукас повдигат новия тип стандарти за „блокбъстър“ и спомагат за нарастващата роля на студиото за създаването на така наречения „хитов“ филм.
Съществуват и редица лоши примери за млади режисьори, които надхвърлят бюджета за снимките, и дори докарват филмовите студия до банкрут. Такъв е случаят с „Апокалипсис сега“ и „Волята на сърцето“ на Копола, и особено „Вратата на рая“ на Майкъл Чимино, главен виновник студиото „Юнайтед Артистс“ да удари фалит. „Апокалипсис сега“ възвръща изгубените пари след своето успешно разпространение. Ленатат на Копола е обявена за шедьовър и печели „Златна палма“ на фестивала в Кан.

### Визуални ефекти и блокбастър (90-те)
През 90-те създателите на филми имат широк достъп до иновациите в технологията, както и политическите и икономически особености, далеч по-достъпни от предишния период. „Дик Трейси“ (1990) е първият 35-мм филм с цифров саундтрак. „Батман се завръща“ (1992) за първи път използва шестканален стерео звук Dolby Digital, който се превръща стандар в озвучението на кинофилми. Става възможно филмови изображения да се прехвърлят в компютъра и да се манипулират и съчетават с компютърно-генерирани такива. Последните стават особено използвани в фантастичните филми. Добър пример за компютърно-генерирано изображение е постоянно изменящия си формата персонаж на T-1000 от „Терминатор 2: Денят на страшния съд“ (1991) с режисьор Джеймс Камерън. Компютърната графика или Си Джи (CG) нарества дотолкова, че лената на Спилбърг „Джурасик парк“ (1993) представя на зрителите реалистични изображения на динозаври върху екрана. „Джакпот“ (2001) става първият филм заснет изцяло на цифров носител. В „Титаник“ (1998) режисьора Джеймс Камерън привлича компаниите „Digital Domain“ и „Pacific Data Images“, с които да осъвършенства дигиталните технологии, които е използвал за първи път в предишните си проекти. Предишните филми за потъналия кораб сцените с водата са снимани на „забавен кадър“, което не е изглеждало достатъчно убедително. Камерън укурожава своя екип за снима макета на кораба, дълъг 45 фута или 14 м, като „все едно правим реклама за корабната компания White Star Line.“
„Проклятието Блеър“ (1999) е независим нискобюджетен филм на ужасите, заснет от Едуардо Санчез и Дейниъл Майрик, който придобива финансов успех. Филмът е с бюджет от $35,000, в него не участват големи актьори и няма специални ефекти. Лентата печели $248 милиона, благодарение на съвременните техники за реклама и онлайн промотирането. Въпреки че не е на нивото на „Междузвездни войни: Епизод I - Невидима заплаха“ на Джордж Лукас с бюджет от $1 билион, „Блеър“ излиза като най-печелившия филма на всички времена, съпроставен с парите вложени в него и печалбите след това.
Независимият проект „Блеър“ обаче си остава едно от малките изключения. „Големите пет“ от холивудските студиа продължават да трупат печалби и през 90-те. Това десителетия за всички тях се оказва особено доходоностно. Студиата разработват различни начини за пригаждане към все по-нарастващите цени в киноиндустрията, особено увеличението на заплатите на филмовите звезди, поддържани от влиятелни филмови агенти. Големи звезди като Силвестър Сталоун, Ръсел Кроу, Том Круз, Никол Кидман, Сандра Бълок, Арнолд Шварценегер, Мел Гибсън и Джулия Робъртс получават средно между $15-$20 милиона на филм, като в някои случаи имат и дял от печалбата на филма.
От друга страна сценаристите са значително по ниско платени, сравнение с актьорите и режисьорите. Те получават обикновено под $1 милион за филм. Най-големия фактор за скока на цените са специалните ефекти. През 1999 г. средната цена на един „блокбастър“ е $60 милиона, преди да излезе на пазара и да се прометири. С рекламата продуктът илиза около $140 милиона.